# Campeonato Mundial de Waterpolo Masculino de 2027
El XXIII Campeonato Mundial de Waterpolo Masculino se celebrará en Budapest (Hungría) en el año 2027 dentro del XXIII Campeonato Mundial de Natación. El evento será organizado por la Federación Internacional de Natación (FINA) y la Federación Húngara de Natación.